# Neuville-de-Poitou
Neuville-de-Poitou is een gemeente in het Franse departement Vienne (regio Nouvelle-Aquitaine) en telt 4058 inwoners (1999). De plaats maakt deel uit van het arrondissement Poitiers.

## Geografie
De oppervlakte van Neuville-de-Poitou bedraagt 17,1 km², de bevolkingsdichtheid is 237,3 inwoners per km².
De onderstaande kaart toont de ligging van Neuville-de-Poitou met de belangrijkste infrastructuur en aangrenzende gemeenten.

## Demografie
Onderstaande figuur toont het verloop van het inwonertal (bron: INSEE-tellingen).

## Geboren
- Georges Vacher de Lapouge (1854-1936), antropoloog